# Maluku (stadsdel)
Maluku är en stadsdel (franska: commune) i Kinshasa. Stadsdelen omfattar landsbygd och små samhällen 50 km öster om stadens centrum.